# Định lý Hahn-Banach
Trong toán học, định lý Hahn–Banach là một công cụ trung tâm của giải tích hàm. Nó cho phép mở rộng của các phiếm hàm tuyến tính bị chặn định nghĩa trên một không gian con của một không gian vector lên toàn bộ không gian đó, nó cũng chứng tỏ rằng có "đủ" các phiếm hàm liên tục định nghĩa trên mỗi không gian định chuẩn để việc nghiên cứu các không gian liên hợp là có thể. Nó được đặt tên theo Hans Hahn và Stefan Banach là những người độc lập chứng minh định lý này vào những năm 1920.

## Phát biểu định lý
Cho một không gian vector V định nghĩa trên trường K (hoặc là trường số thực R hoặc là trường số phức C), một hàm số N: V → R được gọi là dưới tuyến tính" (sublinear) nếu 
N(ax + by) ≤ |a| N(x) + |b| N(y)
cho mọi x và y trong V và tất cả các số vô hướng a và b trong K. Tất cả các chuẩn trên V là dưới tuyến tính, cũng như tất cả các nửa chuẩn(seminorm), nhưng còn nhiều ví dụ khác.
Định lý Hahn–Banach phát biểu rằng:
Giả sử N: V → R là dưới tuyến tính và φ: U → K là một phiếm hàm tuyến tính trên một không gian con U của V. Nếu φ bị chặn trên bởi N trên U (nghĩa là |φ(x)| ≤ N(x) với mọi x trong U) thì tồn tại một mở rộng tuyến tính ψ: V → K của φ đến tất cả V (nghĩa là ψ(x) = φ(x) với mọi x trong U) cũng bị chặn trên bởi N trên toàn bộ V.
Phép mở rộng ψ thường là không duy nhất bởi φ và chứng minh không đưa ra phương pháp nào để tìm ψ  trong trường hợp không gian vô hạn chiều V vì việc chứng minh ấy phụ thuộc vào bổ đề Zorn, một dạng khác của tiên đề chọn.
Thực ra, điều kiện "dưới tuyến tính" trên N có thể giảm đi một chút: đủ để giả sử rằng 
N(ax + by) ≤ |a| N(x) + |b| N(y)
với mọi a và b trong K với |a| + |b| = 1 (Reed and Simon, 1980).

## Các hệ quả quan trọng
Định lý này có một số hệ quả quan trọng, mà bản thân chúng đôi khi cũng được gọi là "định lý Hahn–Banach":
1)  Cho V là một không gian định chuẩn và U là một không gian con (không nhất thiết là đóng) của V. Khi đó nếu φ: U → K là phiếm hàm tuyến tính liên tục, thì φ có thể mở rộng thành một phiếm hàm tuyến tính liên tục ψ: V → K sao cho ||ψ||=||φ|| (xem mục không gian Banach để hiểu về chuẩn của toán tử).
2) Giả sử U là không gian con (không nhất thiết đóng) của không gian định chuẩn V và z là một phần tử của V mà không nằm trong bao đóng của U. Khi đó tồn tại một phiếm hàm tuyến tính liên tục ψ: V → K thỏa mãn:
```
 ψ(
x
) = 0 với mọi 
x
 thuộc 
U
, 
 ψ(
z
) = 1,
 ||ψ|| = ||
z
||
−
1
.
```

## Định lý tách Hahn-Banach
Một dạng khác của Định lý Hahn-Banach được gọi là Định lý tách  Hahn-Banch . Nó có một số ứng dụng trong hình học phức.
Định lý: Cho V là một không gian vector tô pô trên trường {\displaystyle {\mathbb {K} }={\mathbb {R} }} hoặc {\displaystyle {\mathbb {C} }}, và A, B là các tập con lồi, khác rỗng của V. Giả sử rằng {\displaystyle A\cap B=\emptyset }. Khi ấy
(i) Nếu  A là mở thì tồn tại một phiếm hàm tuyến tính {\displaystyle \lambda :\;V\mapsto {\mathbb {K} }} và số {\displaystyle t\in {\mathbb {R} }} sao cho
{\displaystyle Re\ \lambda (a)<t\leq Re\ \lambda (b)}
với mọi {\displaystyle a\in A,b\in B}
(ii) NếuV là không gian lồi địa phương, A compact, và B đóng thì tồn tại một phiếm hàm tuyến tính liên tục {\displaystyle \lambda :\;V\mapsto {\mathbb {K} }} và số {\displaystyle t\in {\mathbb {R} }} sao cho
{\displaystyle Re\ \lambda (a)<t<Re\ \lambda (b)}
với mọi {\displaystyle a\in A,b\in B}.